# Phare de Nash Island
Le phare de Nash Island (en anglais : Nash Island Light) est un phare inactif situé sur Nash Island (ceb) , dans le comté de Washington (État du Maine).

## Histoire
Nash Island est une petite île située à l'entrée de la baie de Pleasant, du groupe des îles Petit Maman. L'île, qui fait partie du refuge national de faune sauvage des îles côtières du Maine (Maine Coastal Islands National Wildlife Refuge (en)), est un site de nidification d'oiseaux de mer important. Elle est fermée au public d'avril à août.
La station de signalisation maritime d'origine été créée en 1838. La structure actuelle a été construite en 1874. La maison du gardien et tous les autres bâtiments du phare ont été démolis à la suite de l'automatisation de la lumière en 1958. Désactivé en 1982, le phare a été remplacé par une bouée en 1982.
En 1997, un groupe de soutien local s'est vu attribuer le droit de propriété dans le cadre du Maine Lights Program pour la restauration du phare.

## Description
Le phare  est une tour pyramidale en brique, avec une galerie et une lanterne de 9 m de haut reliée à un petit local technique blanc au toit rouge. La tour est peinte en blanc et la lanterne est noire.
Identifiant : ARLHS : USA-527 ; USCG : 1-1510 .

### Liens connexes
- Liste des phares du Maine